# گرودیتس
شهر گرودیتسدر ایالت زاکسن در کشور آلمان واقع شده‌است.